# De Graal (bier)
De Graal is een Belgisch bier van hoge gisting.
Het bier wordt sinds 2002 gebrouwen in Brouwerij De Graal te Brakel. De Graal Gember was het eerste bier gebrouwen door deze brouwerij.

## Varianten
- Blond, goudblond bier met een alcoholpercentage van 6,5%
- Dubbel, robijnrood bier met een alcoholpercentage van 6,5%
- Gember, blond bier met een alcoholpercentage van 8%
- SloCK, koperkleurig bier met een alcoholpercentage van 6,5%. Gebrouwen sinds januari 2008 naar een origineel recept van Carl Kins.
- Tripel, blond bier met een alcoholpercentage van 9%